# Gunnebo AB
För andra betydelser, se Gunnebo (olika betydelser).

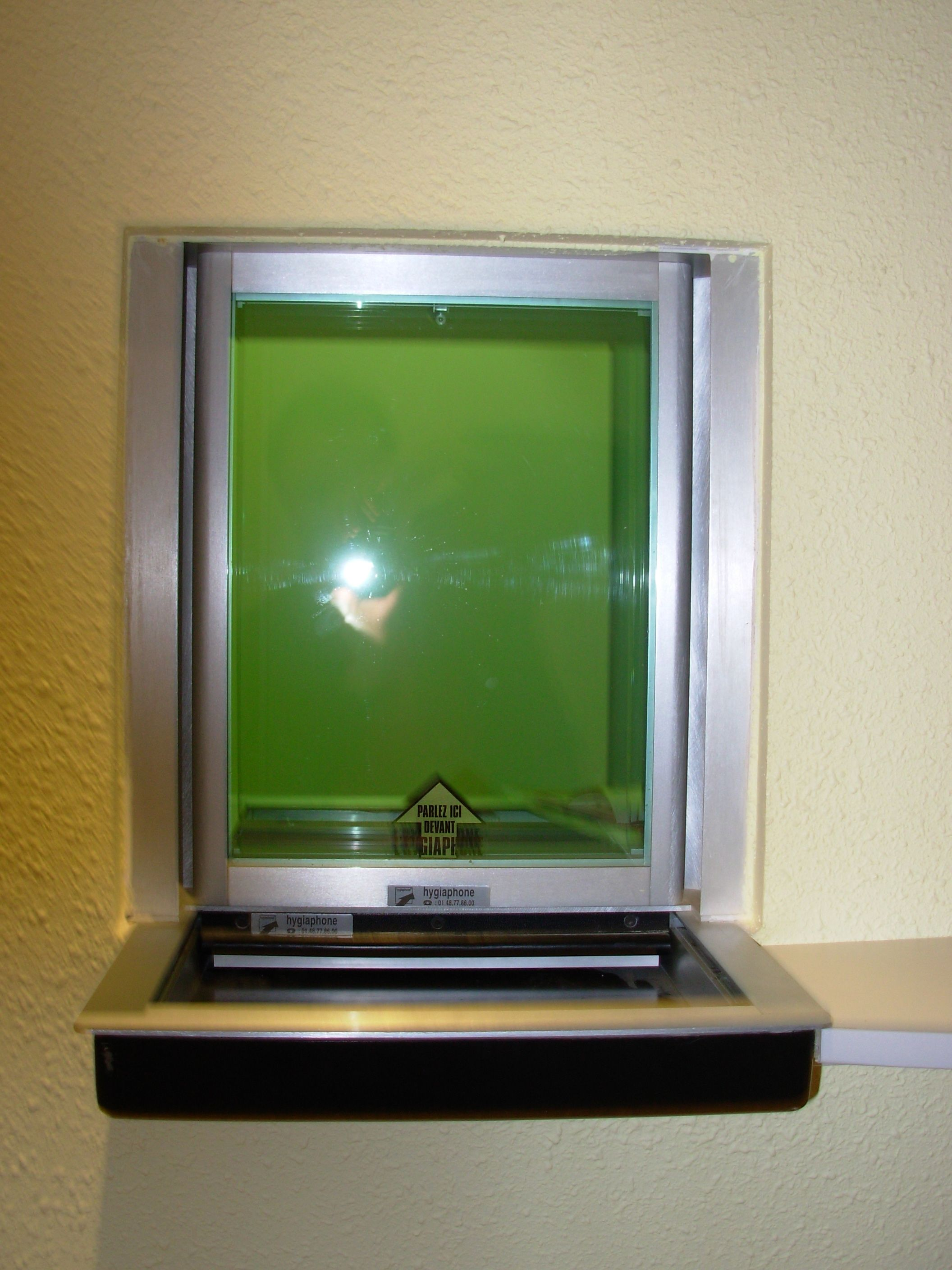
Gunnebo Hygiaphone

Gunnebo AB är en svensk säkerhetskoncern med egna bolag i 25 länder och närvaro på ytterligare 100 marknader. Bolaget erbjuder produkter och tjänster för att skydda och kontrollera flödet av människor och för att säkert förvara värdesaker. Genom de två verksamheterna Gunnebo Entrance Control och Gunnebo Safe Storage tillhandahålls lösningar till kunder inom detaljhandel, kollektivtrafik, offentliga och kommersiella byggnader, industri- och högriskanläggningar samt bank.  Koncernen omsätter 4180 Mkr och har 3400 anställda. Huvudkontoret för Gunnebo AB ligger i Gårda, Göteborg.

## Historik
Dagens Gunnebo AB härstammar från Riksdagens beslut att 1992 avskaffa löntagarfonderna. Fondernas pengar skapade då två riskkapitalbolag – Atle samt Investment AB Bure. Under dessa två bildades sex mindre riskkapitalbolag. Ett av dessa var Hidef Kapital AB (vars namn var skapat av de länsbokstäver där bolaget var aktivt). Hösten 1993 beslutade styrelsen i Hidef AB att överge den tidigare strategin med venture capital-investeringar och istället söka bolag som kunde förvärvas till 100 procent.
1994 köpte Hidef AB under verkställande direktören Bjarne Holmqvist upp EA Rosengrens från S-E-Banken. Under samma år införlivades sedan även Gnosjö-Gruppen samt Presso Industrier AB i Hidef AB. 1995 förvärvade Hidef AB Företaget Gunnebo Industrier AB och byter namn till Gunnebo AB, som börsnoteras på Stockholmsbörsen.
2005 knoppas Gunnebo Industrier av och verksamheten präglas under nästkommande år av ytterligare expansion genom uppköp och etablering av lokala bolag. 2015 påbörjas en konsolideringsperiod, och den största försäljningen av verksamheten Cash Management äger rum i mars 2022, men under en ny ägarstruktur.  Under 2020 köps Gunnebo AB ut från börsen och får Stena Adactum AB och Altor AB som ägare, vilket leder till avnotering från Stockholmsbörsen i december 2020.

## Verksamhet
Dagens Gunnebo AB är verksamt inom:
- Larm- och passersystem – varularm, områdeslarm samt passersystem och CCTV.
- Säkerhetsentréer – vändkors, entrégrindar, rotationsgrindar och säkerhetsslussar.
- Värdeförvaring – säkerhets-/kassaskåp, bankfacksautomater, valv och dörrar.
- Konsultation och service